# Corte San Lazzaro
La Corte San Lazzaro è una storica corte lombarda rinascimentale di San Martino Gusnago, frazione di Ceresara, in provincia di Mantova, situata alla periferia sud provenendo da Piubega.
Edificata nella prima metà del XVI secolo si presenta come residenza agricola fortificata, protetta sul fianco sinistro da fossato di difesa. Il portale principale è stato realizzato in bugnato, tipico dell'architetto Giulio Romano.
Apparteneva ad Aloisio Gonzaga, marchese di Castel Goffredo e capostipite dei “Gonzaga di Castel Goffredo”, che la abbellì con affreschi.
Alla morte di Aloisio la proprietà passò in eredità al terzogenito Orazio, marchese di Solferino.

## Voci correlate

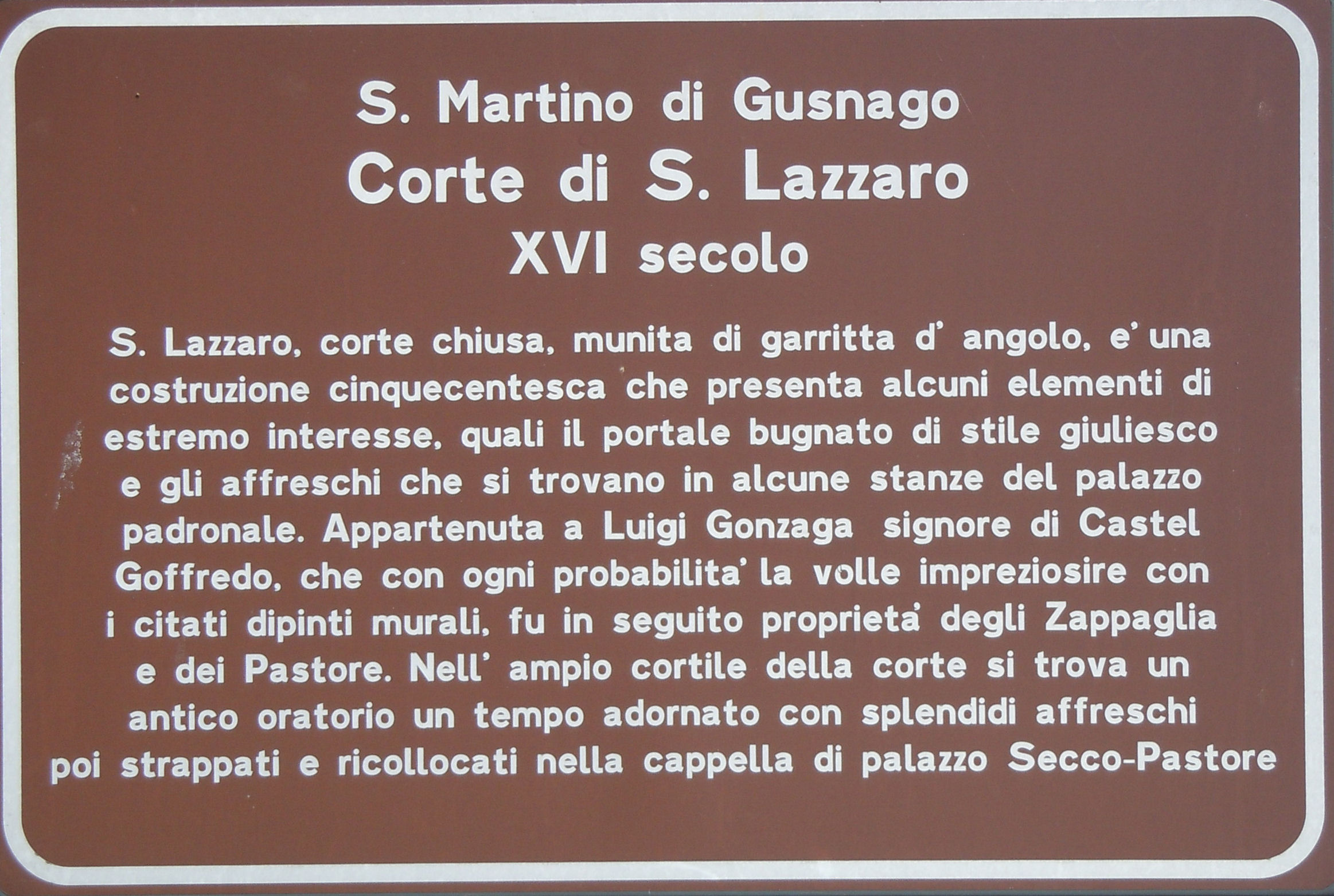
Segnale turistico presso Corte S. Lazzaro, Ceresara.